# Here with Me
Here with Me – pierwszy singel piosenkarki Dido z debiutanckiego albumu "No Angel". Piosenka po raz pierwszy została wydana na promo albumie, "The Highbury Fields EP" z 1998 roku, jednak oficjalnie pochodzi z pierwszej płyty Dido, "No Angel". Utwór został użyty jako temat muzyczny do serialu "Roswell: W kręgu tajemnic", ponadto pojawiła się na ścieżce dźwiękowej filmu To właśnie miłość.

## Listy utworów, formaty i wersje singla

### Wydanie europejskie
1. "Here with Me" (Radio Edit) 04:05
2. "Here with Me" Dave (Lukas Burton Mix) 03:55
3. "Here with Me" (Chillin' With The Family Mix) 05:16
4. "Here with Me" (Parks & Wilson Homeyard Dub) 06:02

### Wydanie japońskie
1. "Here with Me" (Radio Edit) 04:05
2. "Here with Me" (Lukas Burton Mix) 03:55
3. "Here with Me" (Chillin' With The Family Mix) 05:16
4. "Here with Me" (Parks & Wilson Homeyard Dub) 06:02
5. "Thank You" (Deep Dish Dub) 10:40

## Pozycje na listach
| Lista (2000)                                  | Najwyższa pozycja |
| --------------------------------------------- | ----------------- |
| Rosja Singles Chart                           | 1                 |
| Hiszpania Singles Chart                       | 1                 |
| Portugalia Singles Chart                      | 1                 |
| Nowa Zelandia Singles Chart                   | 1                 |
| UK Singles Chart                              | 4                 |
| Francja Singles Chart                         | 3                 |
| Szwajcaria Singles Chart                      | 3                 |
| Finlandia Singles Chart                       | 4                 |
| Belgia Singles Chart (Flandria)               | 5                 |
| Norwegia Singles Chart                        | 6                 |
| Austria Singles Chart                         | 8                 |
| Meksyk Singles Chart                          | 8                 |
| Dania Singles Chart                           | 10                |
| Szwecja Singles Chart                         | 15                |
| Niemcy Singles Chart                          | 18                |
| Dutch Singles Chart                           | 21                |
| Belgia Singles Chart (Walonia)                | 23                |
| Włochy Singles Chart                          | 32                |
| Australia Singles ARIA Charts                 | 34                |
| U.S. Billboard Hot Adult Top 40 Tracks        | 17                |
| U.S. Billboard Bubbling Under Hot 100 Singles | 8                 |